# فلة الجزائرية
فلة الجزائرية  (23 أبريل 1961 -)، مغنية جزائرية.

## عن حياتها
ولدت في فرنسا وبالتحديد في باريس. اسمها فلة عبابسة. هي من أسرة من فنانين، والدها، عبد الحميد عبابسة، كان يؤدي الأغنية الصحراوية الجزائرية، ولها شقيقة تغني العاصمي الجزائري، وإسمها نعيمة عبابسة.

### حياتها الأسرية
تزوجت من رجل جزائري في السادسة عشرة وأنجبت منه ابنة اسمها «سعيدة»، وقد عاشت معه في المملكة المتحدة تعمل كمغنية في الإذاعات البريطانية، لكنها انفصلت عنه. عادت إلى الجزائر لتشارك والدها في فرقته الغنائية. ارتبطت بلاعب منتخب الزمالك السابق جمال عبد الحميد، وبرجل أعمال كويتي ابتعدت فيها عن الفن نزولا عند رغبته، لكن عشقها للمغنى كان أقوى من كل الظروف، فانتهت هذه المرحلة من حياتها بطلاقها وعودتها إلى الفن. حققت انتشارا عربيا وشهرة بعد ألبوم «تشكرات»، والذي الذي صدر عام 2003 بعد توقيعها عقدا مع شركة روتانا وart الموسيقى كمنتج وموزع لأعمالها.

## قضيتها في مصر ومنعها من الدخول إليها
عام 1996 حكم فيها حضوريا بالحبس ثلاث سنوات، وتم ترحيلها على إثرها ووضع اسمها ضمن الممنوعين من دخول البلاد لتورطها في قضية «آداب» تحمل رقم 4275، جنح مدينة نصر. حاولت العودة بعد ثورة خمسة وعشرين يناير 2011 وتم احتجازها في المطار، وبدأت محاولات لتدخل البلاد بإجرائها العديد من الاتصالات الهاتفية بمعارفها من المسؤولين في القاهرة، وعلى رأسهم مسؤلوا دار الأوبرا، التي حضرت بدعوة خاصة منهم لإحياء إحدى حفلات مهرجان الموسيقى العربية. تضمنت المكالمة تأكيدا شخصيا منها على أن قضيتها ليست «آداب»، وإنما مجرد مكالمة هاتفية سُجلت لها في عهد وزير الداخلية الأسبق حبيب العادلي، ولفقت لها القضية. فأرسلت لها دار الأوبرا أحد مندوبيها العاملين في إدارة العلاقات العامة للنظر في سبب استيقافها بالمطار، ومحاولة تسهيل إنهاء إجراءاتها، لكن الأخير فشل في ذلك لاصطدامه برجال الأمن هناك الذين أطلعوه على تفاصيل الأزمة وإدراجها على قوائم الممنوعين من دخول البلاد.

## خلافاتها
لفلة العديد من الخلافات ومنها مع مدير عام شركة روتانا سالم الهندي والذي بسببه فسخ العقد مع الشركة بحجة انها لا تحقق مبيعات للشركة، وأيضا مع لطيفة التونسية بعد قضيتها في مصر واتهامها بممارسة الدعارة في مصر، والذي تتسبب بمنعها من دخول مصر إلى الآن وبعد ثورة 25 يناير 2011 حاولت العودة إليها لكنه تم ارجاعها من مطار القاهرة. وخلاف مع اصالة نصري التي انتقدت بشكل لاذع كليبها مع زين شاكر ووصفته بأنه اسوأ صباح في حياتها، وبعدها اعتذرت اصالة لها، وعند وفاة أخوها ايهم قدمت فلة لها التعازي، وفي يناير 2019 أعلنت الصلح مع لطيفة بعد تدخل الفنانة هيفاء وهبي كوسيط بينهما.

## الاعتزال والعودة
في مارس 2018 أعلنت قرارها باعتزال الفن، في بث مباشر عبر قناة النهار الجزائرية. وأكدت أن قرار الاعتزال يعود أساساً إلى المشاكل الفنية المظلمة التي تعيشها بصفة شخصية، كاشفة وهي تذرف الدموع، أنها كانت تتألم بسبب الإقصاء والتهميش اللذين يمارسان ضدها في بلادها، كما اشتكت التهميش الذي يطال ايضاً قطاع الفن في الجزائر، حسب موقع لها الفني، طالبة من جمهورها أن يسامحها. وفي أبريل وبعد شهر من قرارها الاعتزال أعلنت تراجعها عنه.

## جوائز
(2018): جائزة «سعاد محمد» للدورة الثانية لمهرجان «قديم وجديد» الذي نظمه مكتب الأمم المتحدة للفنون لمنطقة الشرق الأوسط وإفريقيا.

## ألبومات
| العام | الألبوم            | المنتج    | الأغاني |
| ----- | ------------------ | --------- | --- |
| 2018  | شاولا              | إنتاج خاص | شاولا، حبيبي، باباراتزي، العرسان، خبري شاع، إخسى عليك، بركات، جديد                                                                        |
| 2009  | يا مسافر للجفا     | روتانا    | انا من صدق احبه، كل هالحب، ماشي، سامح الله حبيبي، شالجديد، يا طيبي، يا مسافر للجفا، يا مولانا، يزيد الشوق                                 |
| 2007  | لما رأيتو          | روتانا    | أنت حبيبي، كحيل العين، كان زمان، لما رأيته، ليه كده، شمالي والي، تخيل                                                                     |
| 2005  | أهل المغنى         | روتانا    | على الله من تولع، عمري عم يضي، حملني اليك، اهل المغنى، عمري عم يضيع - بالانجليزية، ينبوع الهوى، كلمة والسلام، ولا حتى ثانية، وليدي الغالي |
| 2003  | بدر 14             | روتانا    | عفواً عم غني، حبيبي الغالي، حكى لكم ايه، بدر 14 بستان الفل، ما بيصير، ما سيدي الا الله، ماذا دهاك، نادمة، ساحر                             |
| 2001  | تشكرات             | روتانا    | حلمك، ابكيتني، دخلك يا ليل، كان - عربي، كان بالفرنسية، مهلاً عليا، من ان، شكى بكى، شارد، تشكرات                                            |
| 1993  | منور حينا          | إنتاج خاص | انت اللي اخترت، بأنوار الفرح، منور حينا، سنين الصمت                                                                                       |
| 1986  | راني جاب           |           | |
| 1988  | نتحدث معاك يا قلبي |           | |
| 1989  | قالو ما قالو       |           | |

## فيديو كليبات
| العام | الأغنية                         | المخرج          | المنتج         |
| ----- | ------------------------------- | --------------- | -------------- |
| 2001  | تشكرات                          | طوني قهوجي      | روتانا         |
| 2002  | كان                             | محمد العجمي     | art الموسيقى   |
| 2002  | مهلا علي                        | محمد العجمي     | art الموسيقى   |
| 2003  | بستان الفل                      | حسين دعيبس      | روتانا         |
| 2004  | كيف اجازيك                      | حسين دعيبس      | روتانا         |
| 2005  | أهل المغنى                      | عادل سرحان      | روتانا         |
| 2005  | ولا حتى ثانية                   | عادل سرحان      | روتانا         |
| 2007  | أنت حبيبي                       | فادي حداد       | روتانا         |
| 2007  | كان زمان                        | جيهان الماروق   | روتانا         |
| 2008  | حبلى                            | سيف الدين سبيعي | أيمن الذهبي    |
| 2008  | معزوزة يا شام                   | عدنان أبو سرية  | إنتاج خاص      |
| 2009  | يزيد الشوق                      | نهلة الفهد      | روتانا         |
| 2010  | أرجوك تبعد                      | جاد شويري       | ميلودي         |
| 2012  | ضيعتيني                         | مي إلياس        | إنتاج خاص      |
| 2012  | بهواك ديو مع مي حريري           | وليد ناصيف      | ميلودي         |
| 2013  | لا تتعذري ديو مع عمر العبداللات | حسين دعيبس      | البيارق        |
| 2014  | بقلبي بخبيك ديو مع زين شاكر     | صبحي أبي حبيب   | نيسا تي في     |
| 2022  | كله في شدتك سابك                |                 | العنود برودكشن |